# Op med ho’det
"Op med ho'det" er en sang af den danske rapper og sanger Natasja.
Den udkom i 2006 og blev hurtigt et stort hit. Sangen er et One Drop reggae-nummer, skrevet sammen med den danske producer Saqib. Sangen er del af soundtracket til filmen Fidibus, som Saqib har lavet musik til.
| Musik | Spire Denne musikartikel er en spire som bør udbygges. Du er velkommen til at hjælpe Wikipedia ved at udvide den. |